# 學校前站

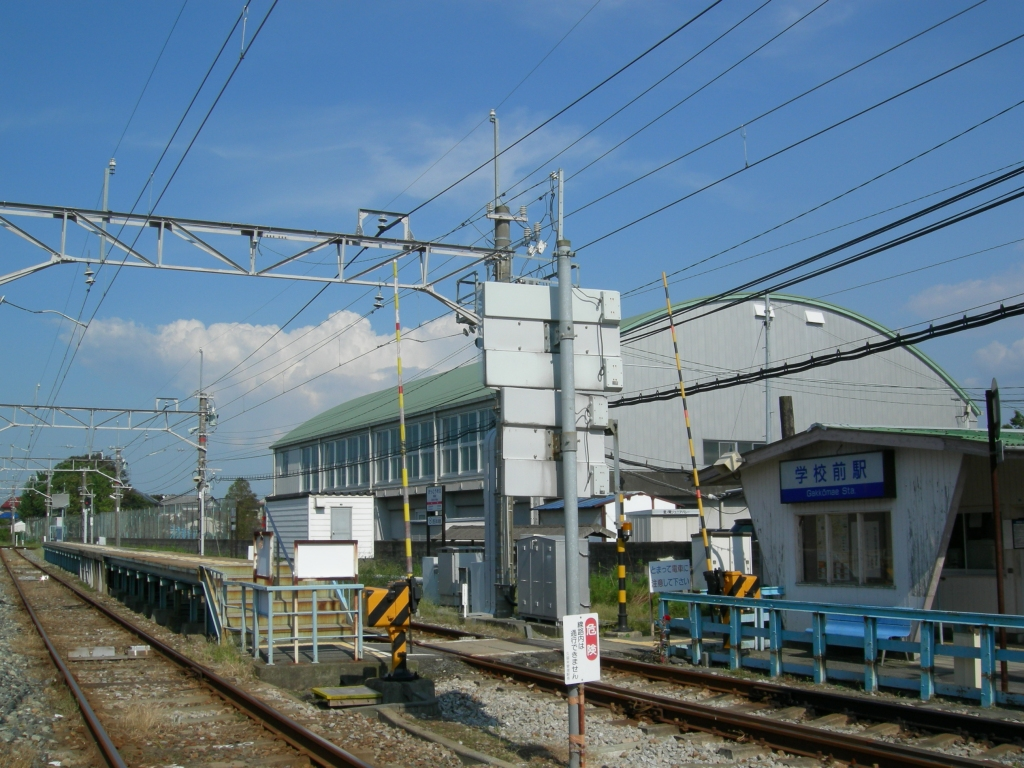
學校前站（2006年9月20日）

學校前站（日语：／ Gakkō-Mae eki */?）是位於福岡縣久留米市宮之陣町大杜，西日本鐵道（西鐵）的甘木線車站。車站編號為A10。「學校前」的名稱是取自宮之陣小學。

## 歷史
- 1915年（大正4年）10月15日 - 三井電氣軌道（日语：三井電気軌道）宮之陣學校前站啟用。
- 1924年（大正13年）6月30日 - 與九州鐵道（日语：九州鉄道 (2代)）合併，成為九州鐵道車站。
- 1939年（昭和14年）12月31日 - 車站改名為學校前站。
- 1942年（昭和17年）
  - 9月19日 - 與九州電氣軌道（日语：九州電気軌道）合併，成為九州電氣軌道車站。
  - 9月22日 - 九州電氣軌道改名為西日本鐵道。
- 1968年（昭和43年）- 車站大樓翻新。
- 2008年（平成20年）5月18日 - 此站開始可以使用IC卡nimoca。
- 2014年（平成26年）3月22日 - 成為無人車站[1]。
- 2017年（平成29年）2月1日 - 此站引入車站編號[2]。
- 2021年（令和3年）4月1日 - 隨著引入中央控制行車，整日成為無人車站[3][4]。

## 車站構造
車站是一座地面車站，設有1面2線的島式月台。在信號燈設計上，列車不可在此站折返。月台比較狹窄，站內設有平交道。
曾經此站是有人車站，當時僱用了退休人士當值。在其他車站，均透過子公司西鐵車站服務委托管理車站業務，因此此站是天神大牟田線系統中最後一座直營車站。另外，此站是西鐵電車教習所中唯一使用站務員養成教育的車站。後來此站也是由西鐵車站服務委托管理車站業務，現時是無人車站。

### 月台
| 月台 | 路線    | 上下行 | 方向                       | 備註 |
| ---- | ------- | ------ | -------------------------- | ---- |
| 1    | ■甘木線 | 上行   | 宮之陣、久留米、大牟田方向 |      |
| 2    | ■甘木線 | 下行   | 甘木方向                   |      |

## 使用狀況
在2019年度，1日平均上下車人次為352人。
以下為各年度1日平均上下車人次列表：
| 年度   | 1日平均 乘車人次 | 1日平均 上下車人次 |
| ------ | ---------------- | ------------------ |
| 2007年 | 156              | 312                |
| 2008年 | 142              | 290                |
| 2009年 | 137              | 279                |
| 2010年 | 140              | 288                |
| 2011年 | 145              | 291                |
| 2012年 |                  | 312                |
| 2013年 |                  | 319                |
| 2014年 | 148              | 316                |
| 2015年 | 161              | 336                |
| 2016年 | 189              | 368                |
| 2017年 | 181              | 348                |
| 2018年 | 181              | 351                |
| 2019年 |                  | 352                |

## 車站周邊
車站附近較多住宅。
- 久留米市立宮之陣小學（日语：久留米市立宮ノ陣小学校）
- 久留米市立宮之陣中學（日语：久留米市立宮ノ陣中学校）
- 久留米大杜簡易郵局
- JA久留米宮之陣分所

## 巴士路線
- 在2007年3月29日前設有一個社會實驗開設久留米市社區巴士。當時的千歲區域宮之陣路線在逢星期一、四服務，每日共有5往返班次，該路線會停靠車站附近的JA久留米宮之陣分所巴士站。
- 九州自動車道宮之陣巴士站-步行10分鐘。

## 相鄰車站
西日本鐵道
■甘木線
五郎丸（A11）－學校前（A10）－古賀茶屋（A09）
※在軌道時代，此站與鄰站古賀茶屋站之間設有戀之段（有文獻指出是鯉之段）站。

## 注腳
1. ↑  原敬一. . 鐵道畫刊 (電氣車研究會). 2014年6月, (890): 104 （日语）.
2. ↑   (PDF). 西日本鐵道. 2017-01-24  [2017年3月20日]. （原始内容存档 (PDF)于2020-07-28） （日语）.
3. ↑   (PDF) (新闻稿). 西日本鉄道広報部. 2021-03-19  [2021-03-19]. （原始内容存档 (PDF)于2021-03-19） （日语）.
4. ↑   (PDF) (新闻稿). 西日本鉄道広報部. 2020-08-28  [2020-08-28]. （原始内容存档 (PDF)于2020-08-28） （日语）.
5. ↑  . 西日本鉄道株式会社.   [2021-01-14]. （原始内容存档于2021-01-29） （日语）.
6. ↑  久留米市統計書（運輸・通信）西鐵各站上下車人次 （页面存档备份，存于）（日語） 2021年3月4日參閲

## 外部連結
- 學校前站（西鐵沿線web） （页面存档备份，存于）（日語）